# La Rochette (Sena i Marne)
La Rochette és un municipi francès, situat al departament de Sena i Marne i a la regió de Illa de França. L'any 2007 tenia 2.966 habitants.
Forma part del cantó de Melun, del districte de Melun i de la Comunitat d'aglomeració Melun Val de Seine.

## Demografia

### Població
El 2007 la població de fet de La Rochette era de 2.966 persones. Hi havia 1.279 famílies, de les quals 403 eren unipersonals (126 homes vivint sols i 277 dones vivint soles), 410 parelles sense fills, 332 parelles amb fills i 134 famílies monoparentals amb fills.
La població ha evolucionat segons el següent gràfic:
Habitants censats

### Habitatges
El 2007 hi havia 1.382 habitatges, 1.293 eren l'habitatge principal de la família, 17 eren segones residències i 72 estaven desocupats. 710 eren cases i 672 eren apartaments. Dels 1.293 habitatges principals, 917 estaven ocupats pels seus propietaris, 332 estaven llogats i ocupats pels llogaters i 45 estaven cedits a títol gratuït; 24 tenien una cambra, 73 en tenien dues, 351 en tenien tres, 350 en tenien quatre i 494 en tenien cinc o més. 904 habitatges disposaven pel capbaix d'una plaça de pàrquing. A 691 habitatges hi havia un automòbil i a 429 n'hi havia dos o més.

### Piràmide de població
La piràmide de població per edats i sexe el 2009 era:
| Homes | Edats   | Dones |
| ----- | ------- | ----- |
| 4     | 95 o +  | 8     |
| 4     | 90 a 94 | 12    |
| 12    | 85 a 89 | 44    |
| 36    | 80 a 84 | 24    |
| 80    | 75 a 79 | 88    |
| 64    | 70 a 74 | 100   |
| 76    | 65 a 69 | 116   |
| 60    | 60 a 64 | 96    |
| 72    | 55 a 59 | 60    |
| 68    | 50 a 54 | 76    |
| 116   | 45 a 49 | 120   |
| 64    | 40 a 44 | 100   |
| 116   | 35 a 39 | 96    |
| 84    | 30 a 34 | 92    |
| 92    | 25 a 29 | 104   |
| 68    | 20 a 24 | 36    |
| 72    | 15 a 19 | 72    |
| 68    | 10 a 14 | 52    |
| 104   | 5 a 9   | 76    |
| 76    | 0 a 4   | 48    |

## Economia
El 2007 la població en edat de treballar era de 1.791 persones, 1.349 eren actives i 442 eren inactives. De les 1.349 persones actives 1.257 estaven ocupades (634 homes i 623 dones) i 93 estaven aturades (42 homes i 51 dones). De les 442 persones inactives 147 estaven jubilades, 183 estaven estudiant i 112 estaven classificades com a «altres inactius».

### Ingressos
El 2009 a La Rochette hi havia 1.276 unitats fiscals que integraven 2.914,5 persones, la mediana anual d'ingressos fiscals per persona era de 25.556 €.

### Activitats econòmiques
Dels 145 establiments que hi havia el 2007, 2 eren d'empreses extractives, 3 d'empreses alimentàries, 1 d'una empresa de fabricació de material elèctric, 6 d'empreses de fabricació d'altres productes industrials, 21 d'empreses de construcció, 30 d'empreses de comerç i reparació d'automòbils, 5 d'empreses de transport, 5 d'empreses d'hostatgeria i restauració, 5 d'empreses d'informació i comunicació, 3 d'empreses financeres, 12 d'empreses immobiliàries, 31 d'empreses de serveis, 15 d'entitats de l'administració pública i 6 d'empreses classificades com a «altres activitats de serveis».
Dels 33 establiments de servei als particulars que hi havia el 2009, 1 era una oficina de correu, 1 una oficina bancària, 5 tallers de reparació d'automòbils i de material agrícola, 5 paletes, 6 guixaires pintors, 4 fusteries, 1 electricista, 2 empreses de construcció, 1 perruqueria, 1 veterinari, 1 restaurant, 3 agències immobiliàries, 1 tintoreria i 1 saló de bellesa.
Dels 6 establiments comercials que hi havia el 2009, 1 era una gran superfície de material de bricolatge, 1 una botiga de més de 120 m², 1 una botiga de menys de 120 m², 1 una fleca, 1 una peixateria i 1 una botiga de material de revestiment de parets i terra.

## Equipaments sanitaris i escolars
L'únic equipament sanitari que hi havia el 2009 era una farmàcia.
El 2009 hi havia 2 escoles maternals i 2 escoles elementals. La Rochette disposava d'un liceu tecnològic amb 677 alumnes.

## Poblacions properes
El següent diagrama mostra les poblacions més properes.